# 爭取民主運動 (維德角)
爭取民主运动（葡萄牙語：Movimento para a Democracia，缩写为）是佛得角的一个奉行基督教民主主義和自由主義的政党。该党成立于1990年，在1991年—2001年作为执政党，並在2016年议会选举後重返執政。因為其黨徽，该黨的成员被称为“风扇”。

## 历史
爭取民主运动于1990年3月14日由卡洛斯·维加在佛得角非洲独立党（PAICV，前唯一合法政党）总理佩德罗·皮雷斯允许其成立后成立。该党于1990年5月公开成立，其第一次代表大会于1990年11月举行。
在1991年1月的议会选举中，这是该国历史上第一次多党制选举，国会议员赢得了国民议会79个席位中的56个。在接下来的一个月的总统选举中，爭取民主运动候选人安东尼奥·马斯卡雷尼亚斯·蒙特罗击败了现任佛得角非洲独立党总统阿里斯蒂德斯·马里亚·佩雷拉。
继1993年1月国会议员第二次代表大会之后，党内出现了分裂，出现了A组和B组这两个团体。1994年的分裂导致了民主聯盟黨的成立。尽管失去了六个席位，但该党在1995年議會选举中保留了其多数议会席次，蒙特罗在次年的总统选举中重新當選。
在2001年1月的议会选举中，该党又失去了20个席位，因此被佛得角非洲独立党击败，失去議會多數席次。在2001年2月的总统选举中，国会议员提名了卡洛斯·维加，但在第二轮投票中他仅以獲較佛得角非洲独立党的候選人佩德罗·皮雷斯少12張選票而落選。
在2006年的议会选举中，爭取民主運動失去了另一个席位，使該黨议员人数减少到29人。维加在当年稍晚的总统选举中再次被皮雷斯击败。
尽管在2011年议会选举中新增了三个席位，爭取民主運動仍保持反對黨地位。然而，在同年的总统选举中，爭取民主運動候选人若热·卡洛斯·丰塞卡在第二輪選舉中以獲54 %選票的优势击败了佛得角非洲独立党的曼努埃爾·伊諾森西奧·索薩。
2013年7月，在爭取民主運動的第十次代表大會中，首都普拉亚市长尤利西斯·科雷亚·席尔瓦取代已擔任五年爭取民主運動領導人卡洛斯·维加成为的新主席。
豪爾赫·卡洛斯·豐塞卡在2016年总统選舉中被重新选举为总统。爭取民主運動还在2016年议会选举期间赢得了国民议会的多数席位，结束了佛得角非洲独立党在維德角國會15年佔多数席位的紀錄，并选举其领导人烏利塞斯·科雷亞·席爾瓦担任佛得角总理。

## 选举历史

### 总统选举
| 选举   | 政黨推薦候选人                 | 得票數 | 得票率 | 得票數 | 得票率 | 结果 |
| 选举   | 政黨推薦候选人                 | 第一輪 | 第一輪 | 第二轮 | 第二轮 | 结果 |
| ------ | ------------------------------ | ------ | ------ | ------ | ------ | ---- |
| 1991年 | 安东尼奥·马斯卡雷尼亚斯·蒙特罗 | 70,623 | 73.4%  | -      | -      | 當选 |
| 1996年 | 安东尼奥·马斯卡雷尼亚斯·蒙特罗 | 81,821 | 92.1%  | -      | -      | 當选 |
| 2001年 | 卡洛斯·维加                    | 60,719 | 45.8%  | 75,815 | 50.0%  | 落選 |
| 2006年 | 卡洛斯·维加                    | 83,241 | 49.0%  | -      | -      | 落選 |
| 2011年 | 豪尔赫·卡洛斯·丰塞卡           | 60,887 | 37.8%  | 97,735 | 54.3%  | 當选 |
| 2016年 | 豪尔赫·卡洛斯·丰塞卡           | 93,010 | 74.08% | -      | -      | 當选 |
| 2021年 | 卡洛斯·维加                    | 78,603 | 42.39% | -      | -      | 落選 |

### 国民议会选举
| 选举   | 政党领导人             | 投票    | %     | 座位    | +/–  | 排名       | 结果         |
| ------ | ---------------------- | ------- | ----- | ------- | ---- | ---------- | ------------ |
| 1991年 | 卡洛斯·维加            | 78,454  | 66.4% | 56 / 79 | ▲ 56 | ▲第一大黨  | 絕對多數政府 |
| 1995年 | 卡洛斯·维加            | 93,249  | 61.3% | 50 / 72 | ▼ 6  | ━ 第一大黨 | 絕對多數政府 |
| 2001年 | 卡洛斯·维加            | 55,586  | 40.5% | 30 / 72 | ▼ 20 | ▼第二大黨  | 反對黨       |
| 2006年 | 卡洛斯·维加            | 74,909  | 44.0% | 29 / 72 | ▼ 1  | ━ 第二大黨 | 反對黨       |
| 2011年 | 卡洛斯·维加            | 94,674  | 42.3% | 32 / 72 | ▲ 3  | ━ 第二大黨 | 反對黨       |
| 2016年 | 尤利西斯·科雷亚·席尔瓦 | 122,881 | 54.5% | 40 / 72 | ▲ 8  | ▲第一大黨  | 多數政府     |
| 2021年 | 尤利西斯·科雷亚·席尔瓦 | 109,388 | 48.8% | 38 / 72 | ▼ 2  | ━ 第一大黨 | 多數政府     |